# Расмуссен, Родмунд
Ро́дмунд Ра́смуссен (фар. Rodmund Rasmussen; род. 30 октября 1969 года в Мивоавуре, Фарерские острова) — фарерский футболист, нападающий.

## Карьера
Родмунд является воспитанником мивоавурского футбола. Его дебют за родной «МБ» состоялся 24 июня 1986 года в матче первого дивизиона против «Сумбы». Всего в своём первом сезоне на взрослом уровне форвард провёл 2 игры первой фарерской лиги. Счёт голам Родмунд открыл 22 августа 1992 года, поразив ворота «ЭБ» в поединке первого дивизиона. После того, как его клуб «МБ» вошёл в состав «ФС Воар», нападающий в основном выступал за второй состав этой команды. В сезоне-1994 он забил 24 гола за «ФС II» и стал лучшим бомбардиром второго дивизиона. 
25 апреля 1997 года Родмунд впервые сыграл в фарерской премьер-лиге, приняв участие в поединке первого тура с «Б68». В следующем туре с «КИ» форвард был удалён за две жёлтые карточки. Он вернулся на поле в игре четвёртого тура против «ИФ», ставшей для него последней на высшем фарерском уровне. В двух следующих сезонах Родмунд чередовал выступления за первую и вторую команды «ФС», а в 2000 году съездил в краткосрочную аренду в «АБ». Вернувшись, он окончательно потерял место в составе клуба и лишь изредка появлялся на поле во второй команде, которую покинул в конце сезона-2004. 
В 2005 году Родмунд вернулся в восстановленный «МБ» и помог ему выиграть любительский третий дивизион. 14 мая 2006 года форвард провёл свой последний матч в карьере, отыграв за мивоавурцев 30 минут в поединке второго дивизиона против резервной команды «Скоалы».

## Достижения

### Командные
«МБ»
- Победитель первого дивизиона Фарерских островов (1): 1989
- Победитель третьего дивизиона Фарерских островов (1): 2005

 «ФС»
- Победитель первого дивизиона Фарерских островов (1): 1999

### Личные
- Лучший бомбардир второго дивизиона Фарерских островов (1): 1994 (24 гола)

## Личная жизнь
Родмунд женат на уроженке Клаксвуйка Байнте Т. Рагнарссон, в 1999 году у пары родилась дочь. Его старший брат Йенс — известный футболист, выступавший за национальную сборную Фарерских островов.